# 시티 항공 (태국)
시티 항공(태국어: ซิตี้แอร์เวย์, 영어: City Airways)은 2012년부터 2016년까지 운항하던 태국의 항공사였다.
시티 항공은 2011년 설립되었고 2012년 9월에 운영을 시작했다. 허브 공항은 방콕의 돈므앙 국제공항이었다. 홍콩, 푸껫을 오가는 정기편과 전세편을 운항했다.
시티 항공은 4대의 항공기를 사용하였다. 2015년 9월부터 보잉 737-400을 주로 임대했으며, 보잉 737 Next Generation 1대를 보유하고 있다.